# A Magyar Orvosi Könyvkiadó Társulat Könyvtára
A Magyar Orvosi Könyvkiadó Társulat Könyvtára egy hosszú életű magyar orvostudományi könyvsorozat volt, amelyet a Magyar Orvosi Könyvkiadó Társulat jelentetett meg Budapesten 1865 és 1948 között. A sorozat kötetei fakszimile kiadással máig nem rendelkeznek, azonban – költségtérítéses formában – elektronikus úton elérhetőek az Arcanum.hu, illetve ingyenesen több a Hungaricana honlapról. A sorozat a következő köteteket tartalmazta:

## 1–50. kötet
| Sorszám | Cím | Megjelenési idő | Megjegyzés |
| ------- | --- | --------------- | ---------- |
| 1–2.    | Dr. Niemeyer Felix: A részletes kór- és gyógytudomány tankönyve I–II.                                                         | 1865            |            |
| 3.      | Billroth Theodor – Gabriely Kálmán: Az általános sebészi kór- és gyógytan ötven előadásban                                    | 1866            |            |
| 4.      | Fresenius Remigius: Bevezetés a minőleges vegyelemzésbe                                                                       | 1868            |            |
| 5–6.    | ? | ?               |            |
| 7.      | Sims J. Marion: Kórodai jegyzetek a méhbántalmak sebészete felett                                                             | 1868            |            |
| 8.      | Böke Gyula: A fülgyógyászat tankönyve                                                                                         | 1868            |            |
| 9.      | Sims J. Marion: Méhbántalmak sebészete                                                                                        | 1868            |            |
| 10.     | Förster Ágoston: A kórboncztan tankönyve                                                                                      | 1869            |            |
| 11.     | Meyer Mór: A villamosság alkalmazása az orvosi gyakorlatban                                                                   | 1870            |            |
| 12–13.  | Taylor Alfréd Swaine: Az orvosi jogtudomány elvei és gyakorlata I–II.                                                         | 1870            |            |
| 14.     | Naegele H. F. dr.: Szülészeti tankönyv                                                                                        | 1870            |            |
| 15.     | Schwimmer Ernő: Bőrkórtan | 1874            |            |
| 16.     | Wunderlich A. C. dr.: A test hőmérsékének viszonya betegségekben                                                              | 1871            |            |
| 17.     | Braun Gyula: A gyógyvíztudomány rendszeres tankönyve                                                                          | 1871            |            |
| 18.     | Dr. Gerhardt Károly: Gyermekgyógyászat                                                                                        | 1872            |            |
| 19.     | Emmert Károly: A különös sebészet tankönyve I.                                                                                | 1872            |            |
| 20.     | Fodor József: Közegészségügy Angolországban                                                                                   | 1873            |            |
| 21.     | Gerhardt Károly dr.: Hallgatódzás és kopogtatás tankönyve                                                                     | 1873            |            |
| 22.     | Emmert Károly: A különös sebészet tankönyve II.                                                                               | 1874            |            |
| 23.     | Ultzmann Róbert – Hofmann B. Károly: Útmutatás a húgyvizsgálatra, különös tekintettel a húgykészülék bántalmaira              | 1875            |            |
| 24.     | Ranke János: Az ember-élettan alapvonalai I.                                                                                  | 1875            |            |
| 25.     | Janny Gyula (szerk.): Dr. Balassa János összegyüjtött kisebb művei                                                            | 1875            |            |
| 26.     | Ranke János: Az ember-élettan alapvonalai II.                                                                                 | 1875            |            |
| 27.     | Charcot J. M.: Előadások az idegrendszer betegségeiről                                                                        | 1875            |            |
| 28.     | Dr. Schroeder Károly: A női ivarszervek betegségeinek kézikönyve                                                              | 1876            |            |
| 29.     | Hoppe-Seyler, Felix: Az élet- és kórvegytani elemzés kézikönyve                                                               | 1876            |            |
| 30.     | Orth János: Kórboncztani jelzéstan vezérfonala s útmutatás a bonczolás végzésére                                              | 1877            |            |
| 31.     | Bókai János dr.: A garatmögötti tályogokról és a garatmögötti nyirkmirigylobról gyermekeknél                                  | 1876            |            |
| 32.     | Szenger Ede dr.: Mexico felvidéke élet és kórtani tekintetben                                                                 | 1877            |            |
| 33.     | Förster Richard: Az általános betegségeknek és az egyes szervek bajainak viszonya a látó szerv változásaihoz és betegségeihez | 1878            |            |
| 34.     | Balogh Kálmán: A Magyar Gyógyszerkönyv kommentárja                                                                            | 1878            |            |
| 35.     | Charcot J. M.: Előadások az idegrendszer betegségeiről II.                                                                    | 1879            |            |
| 36–37.  | Dr. Kunze C. F.: Gyakorlati orvostan I–II.                                                                                    | 1880            |            |
| 38.     | Mihalkovics Géza: Általános boncztan                                                                                          | 1881            |            |
| 39.     | Krause Károly dr.: Leiró emberboncztan I.                                                                                     | 1881            |            |
| 40.     | Röll M. F.: Az állati járványok tekintettel az osztrák és a német törvényhozásra                                              | 1882            |            |
| 41.     | Krause Károly dr.: Leiró emberboncztan II.                                                                                    | 1882            |            |
| 42.     | ? | ?               |            |
| 43.     | Rossbach M. J. dr.: A természettani gyógyrendszerek tankönyve                                                                 | 1883            |            |
| 44.     | Krafft-Ebing R. dr.: Az elmebetegségek tankönyve II.                                                                          | 1883            |            |
| 45–46.  | ? | ?               |            |
| 47.     | Wagner E. – Horváth Árpád: A Bright-kór                                                                                       | 1885            |            |
| 48.     | Lőri Ede dr.: A garat, gége és légcső elváltozásai az emberi test különféle betegségeinél                                     | 1885            |            |
| 49.     | Dr. G. Sims Woodhead: Gyakorlati kórtan                                                                                       | 1885            |            |
| 50.     | Edmund A. Parkes: A gyakorlati egészségtan kézikönyve I–II.                                                                   | 1886            |            |

## 51–100. kötet
| Sorszám | Cím | Megjelenési idő | Megjegyzés |
| ------- | --- | --------------- | ---------- |
| 51–52.  | ? | ?               |            |
| 53.     | Dr. Boleman István: Fürdőtan | 1887            |            |
| 54–55.  | Klug Nándor: Az emberélettan tankönyve I–II.                                                                                         | 1888            |            |
| 56.     | Antal Géza dr.: A húgyszervi bántalmaknak sebészi kór- és gyógytana                                                                  | 1888            |            |
| 57.     | Charcot J. M.: Előadások az idegrendszer betegségeiről III.                                                                          | 1889            |            |
| 58.     | Stanley Boyd: A sebészet kézikönyve                                                                                                  | 1890            |            |
| 59.     | Dimmer F. dr.: A szem-tükör és diagnosztikai használata                                                                              | 1889            |            |
| 60.     | Hoffmann Frigyes Albin: Előadások az általános orvoslástanból különös tekintettel a belső bajokra                                    | 1890            |            |
| 61.     | ? | ?               |            |
| 62.     | Dr. Bókay Árpád: Újabb gyógyszerek                                                                                                   | 1891            |            |
| 63.     | Jaksch Rezső: A belső bajok klinikai kórisméje                                                                                       | 1891            |            |
| 64.     | Polyák Lajos: A klimatológia és klimatotherapia kézikönyve                                                                           | 1892            |            |
| 65/1.   | Dr. Jendrássik Jenő tanár hátrahagyott iratai                                                                                        | 1891            |            |
| 65/2.   | Dr. Runge Miksa: Az újszülöttek betegségei                                                                                           | 1891            |            |
| 66/1.   | Irsai Artúr dr.: Útmutató a gége és orrtükrözésben                                                                                   | 1892            |            |
| 66/2.   | Dr. Ivánchich Victor: A kőmorzsolásról                                                                                               | 1892            |            |
| 67.     | Henoch Ede: Előadások a gyermekek betegségeiről                                                                                      | 1892            |            |
| 68.     | Róna Sámuel dr.: A buja vagy nemi betegségek                                                                                         | 1893            |            |
| 69.     | Thanhoffer Lajos dr.: Szövettan és szövettani technika II.                                                                           | 1894            |            |
| 70.     | Bókay Árpád dr. – Kétli Károly dr. – Korányi Frigyes dr. (szerk.): A belgyógyászat kézikönyve I.                                     | 1894            |            |
| 71.     | Thanhoffer Lajos dr.: A mikroskop és alkalmazása                                                                                     | 1894            |            |
| 72.     | Belky János dr.: Törvényszéki orvostan                                                                                               | 1895            |            |
| 73.     | Bókay Árpád dr. – Kétli Károly dr. – Korányi Frigyes dr. (szerk.): A belgyógyászat kézikönyve II.                                    | 1895            |            |
| 74.     | Dr. Hőgyes Endre: Millenniumi emlékkönyv a Budapesti Kir. Magy. Tudomány Egyetem Orvosi Karának multjáról és jelenéről               | 1896            |            |
| 75–76.  | Bókay Árpád dr. – Kétli Károly dr. – Korányi Frigyes dr. (szerk.): A belgyógyászat kézikönyve III–IV.                                | 1896            |            |
| 77.     | Kuthy Dezső: A tüdővész szanatóriumi gyógyítása                                                                                      | 1897            |            |
| 78.     | Moravcsik Ernő Emil dr.: Gyakorlati elmekórtan                                                                                       | 1898            |            |
| 79.     | Bókay Árpád dr. – Kétli Károly dr. – Korányi Frigyes dr. (szerk.): A belgyógyászat kézikönyve V.                                     | 1898            |            |
| 80.     | Mihalkovics Géza dr.: Az ember és a gerinczes állatok fejlődéstana                                                                   | 1899            |            |
| 81.     | Bókay Árpád dr. – Kétli Károly dr. – Korányi Frigyes dr. (szerk.): A belgyógyászat kézikönyve VI.                                    | 1899            |            |
| 82.     | Hirschler Ágoston – Terray Pál: A diaetetika tankönyve                                                                               | 1900            |            |
| 83.     | Dr. Győry Tibor: Magyarország orvosi bibliographiája                                                                                 | 1900            |            |
| 84.     | Temesváry Rezső dr.: A tejelválasztás és szoptatás élet- és kórtanának kézikönyve                                                    | 1901            |            |
| 85.     | Moravcsik Ernő Emil dr. – Sólyom Andor: Az orvos működési köre az igazságügyi közszolgálatban                                        | 1901            |            |
| 86.     | Dollinger Gyula (szerk.): Sebészeti módszerek                                                                                        | 1901            |            |
| 87–88.  | Kauffmann Ede: A részletes kórboncztan tankönyve                                                                                     | 1902            |            |
| 89.     | Dr. Manninger Vilmos: Az antisepticus és asepticus orvoslásmódok története                                                           | 1903            |            |
| 90.     | Kézmárszky Tivadar: A szülészet tankönyve                                                                                            | 1904            |            |
| 91.     | Markusovszky-féle egyetemi jubiláris előadások. Az elméleti chemia ujabb haladásáról. Az anyagforgalom élettanának újabb haladásáról | 1904            |            |
| 92.     | Marikovszky György: Markusovszky Lajos válogatott munkái                                                                             | 1905            |            |
| 93.     | Ónodi Adolf dr. – Rosenberg Albert dr.: Az orr és az orrgarat bajainak gyógykezelése                                                 | 1906            |            |
| 94.     | ? | ?               |            |
| 95.     | Dolgozatok Purjesz Zsigmond negyedszázados tanári müködésének emlékére                                                               | 1906            |            |
| 96.     | Semmelweis összegyüjtött munkái | 1906            |            |
| 97.     | Krehl Rudolf Dr.: Kórélettan | 1907            |            |
| 98.     | Dollinger Gyula: A csípőizület gyulladása, merevsége és zsugorodása                                                                  | 1907            |            |
| 99.     | Török Lajos dr.: A bőrbetegségek | 1907            |            |
| 100.    | ? | ?               |            |

## 101–150. kötet
| Sorszám  | Cím | Megjelenési idő | Megjegyzés |
| -------- | --- | --------------- | ---------- |
| 101.     | Dr. Körner Ottó: Fülorvostan                                                                                         | 1909            |            |
| 102.     | A szemészet kézikönyve I.                                                                                            | 1909            |            |
| 103.     | Kenyeres Balázs dr.: Törvényszéki orvostan I.                                                                        | 1909            |            |
| 104.     | A szemészet kézikönyve II.                                                                                           | 1909            |            |
| 105.     | Kenyeres Balázs dr.: Törvényszéki orvostan II.                                                                       | 1910            |            |
| 106.     | Grósz Emil – Hoor Károly: A szemészet kézikönyve III.                                                                | 1910            |            |
| 107.     | Kenyeres Balázs dr.: Törvényszéki orvostan III.                                                                      | 1911            |            |
| 108.     | Dr. Moravcsik Ernő Emil: Elmekór- és gyógytan                                                                        | 1912            |            |
| 109.     | Dollinger Gyula: A váll-, a könyök- és a csípőizület idősült erőművi ficzamodásai                                    | 1913            |            |
| 110–111. | A therapia technikája I–II.                                                                                          | 1913            |            |
| 112–113. | Tauffer Vilmos – Tóth István: A nőgyógyászat kézikönyve I–II.                                                        | 1916            |            |
| 114.     | Bandelier B. – Roepke O.: A gümőkór klinikája                                                                        | 1916            |            |
| 115.     | Fejes Lajos: A fertőző betegségek keletkezése, terjedése és leküzdése                                                | 1916            |            |
| 116.     | Dr. Kollarits Jenő: Jellem és idegesség                                                                              | 1918            |            |
| 117.     | Albrich Konrád dr.: A szembetegségek és szemtünetek összefüggése a szervezet egyéb betegségével                      | 1929            |            |
| 118.     | Dr. Hári Pál: Élet- és kórvegytan                                                                                    | 1929            |            |
| 119.     | M. Matthes dr.: A belső betegségek megkülönböztető diagnosztikája                                                    | 1929            |            |
| 120.     | Ballagi István: Bőrgyógyászati mykologia                                                                             | 1929            |            |
| 121–122. | Magyary-Kossa Gyula Dr.: Magyar orvosi emlékek I–II.                                                                 | 1929            |            |
| 123.     | Verebély Tibor dr.: Sebészklinikai előadások I.                                                                      | 1930            |            |
| 124.     | Szél Tivadar dr.: Egészségügyi statisztika                                                                           | 1930            |            |
| 125.     | Korányi Sándor: A vesebajok funkcionális pathologiája és therapiája klinikai előadásokban                            | 1930            |            |
| 126.     | (szerk.) prof. Dr. Stoeckel W.: A szülészet tankönyve                                                                | 1930            |            |
| 127.     | Illyés Géza: Urológia gyakorló orvosok és orvostanhallgatók számára                                                  | 1931            |            |
| 128.     | Magyary-Kossa Gyula Dr.: Magyar orvosi emlékek III.                                                                  | 1931            |            |
| 129.     | Baló József: A láthatatlan kórokozók. Filtrálható vírusok                                                            | 1931            |            |
| 130.     | Verebély Tibor dr.: Sebészklinikai előadások II.                                                                     | 1931            |            |
| 131.     | Gerlóczy Géza dr.: A nyelőcső-, gyomor- és bélbetegségek klinikája                                                   | 1932            |            |
| 132.     | Verebély Tibor dr.: Sebészklinikai előadások III.                                                                    | 1933            |            |
| 133.     | Klimkó Dezső: Az általános érzéstelenítés                                                                            | 1933            |            |
| 134.     | Molnár Béla – Rusznyák István – Gerlóczy Géza: A máj és az epeutak betegségei. A hasnyálmirigy betegségei            | 1933            |            |
| 135.     | Huzella Tivadar: Általános biológia                                                                                  | 1933            |            |
| 136.     | Hetényi Géza dr.: Az anyagcserebetegségek kór- és gyógytana                                                          | 1933            |            |
| 137.     | Verebély Tibor dr.: Sebészklinikai előadások IV.                                                                     | 1934            |            |
| 138.     | Kubányi Endre: A rákbetegség korai felismerése                                                                       | 1934            |            |
| 139.     | Büben Iván: A rádiumtherápiáról általában. A rosszindulatú daganatok radiumgyógyítása nőgyógyászati vonatkozásban    | 1934            |            |
| 140.     | Kisfaludy Pál: Rosszindulatú daganatok radiummal való gyógyítása sebészeti vonatkozásban                             | 1934            |            |
| 141.     | Schranz Dénes: A haláljelenségek különös tekintettel a holttesten található sérülések keletkezésének meghatározására | 1934            |            |
| 142.     | Kelen Béla: A röntgenológia alapvonalai                                                                              | 1934            |            |
| 143.     | Lovrekovich István – Tomcsik József – Lőrincz Ferenc: Bakteriologia. Immunitástan. Parazitológia                     | 1935            |            |
| 144.     | Hajós Károly dr.: A belsősecretiós betegségek                                                                        | 1935            |            |
| 145.     | Boros József: Haematologia                                                                                           | 1935            |            |
| 146.     | Kovács Ferenc dr.: Gyakorlati és műtétes szülészet                                                                   | 1936            |            |
| 147.     | Törő Imre dr.: Az ember fejlődésének alapvonalai                                                                     | 1936            |            |
| 148.     | Szabó József: A száj és az állcsontok dentális betegségeinek sebészete                                               | 1936            |            |
| 149.     | Krepuska Géza – Krepuska István: Fülgyógyászat                                                                       | 1936            |            |
| 150.     | Szüts András: Az ép- és kóros szövettani vizsgálat módszerei                                                         | 1936            |            |

## 151–198. kötet
| Sorszám  | Cím | Megjelenési idő | Megjegyzés |
| -------- | --- | --------------- | ---------- |
| 151.     | Baráth Jenő: Hypertoniák és érbetegségek                                                                         | 1937            |            |
| 152.     | Csépai Károly: Az orvosszakértői véleményadás irányelvei                                                         | 1937            |            |
| 153.     | Dr. Haynal Imre: A sziv és a vérerek betegségei                                                                  | 1938            |            |
| 154.     | Frigyesi József: Nőgyógyászat                                                                                    | 1938            |            |
| 155.     | Ratkóczy Nándor: A lymphogranulomatosis kór- és gyógytana                                                        | 1938            |            |
| 156–158. | ? | ?               |            |
| 159.     | Herepey-Csákányi Győző dr.: Extrapulmonalis tuberculosis                                                         | 1938            |            |
| 160.     | Melczer Miklós: A negyedik nemibetegség                                                                          | 1938            |            |
| 161.     | dr. Beznák Aladár: Orvosi élettan I.                                                                             | 1938            |            |
| 162.     | Darányi Gyula dr.: Közegészségtan I. Társadalmi és egyéni hygiene                                                | 1939            |            |
| 163.     | Preisz Hugó – Went István: Az általános kórtan vázlata I.                                                        | 1939            |            |
| 164.     | Lőrincz Ferenc: A maláriáról                                                                                     | 1939            |            |
| 165.     | Czirer László: A műtéti javaslatok                                                                               | 1939            |            |
| 166.     | Darányi Gyula dr.: Közegészségtan II. Környezeti hygiene                                                         | 1939            |            |
| 167.     | Szumowski Ulászló – Herczeg Árpád: Az orvostudomány története                                                    | 1939            |            |
| 168.     | Magyary-Kossa Gyula Dr.: Magyar orvosi emlékek IV.                                                               | 1940            |            |
| 169.     | Darányi Gyula dr.: Közegészségtan III. Fertőző- és népbetegségek                                                 | 1940            |            |
| 170.     | Berde Károly: A magyar nép dermatologiája                                                                        | 1940            |            |
| 171.     | Went István: Az általános kórtan vázlata II.                                                                     | 1940            |            |
| 172.     | Beznák Aladár dr.: Orvosi élettan II.                                                                            | 1941            |            |
| 173.     | Belák Sándor: Rheumatologia                                                                                      | 1941            |            |
| 174.     | Radnai Pál: Electrokardiographia                                                                                 | 1941            |            |
| 175.     | Grósz István: A szembetegségek physicotherapiája                                                                 | 1941            |            |
| 176.     | Wein Dezső: Az álkapocssérülések gyógyítása                                                                      | 1941            |            |
| 177.     | Tátrallyay Zoltán dr. – Hetényi Géza dr. – Kováts Ferenc dr. – Sebestény Gyula dr.: A légzési szervek betegségei | 1942            |            |
| 178.     | Krepuska István Dr.: Orr-, torok-, gégegyógyászat                                                                | 1942            |            |
| 179.     | Darányi Gyula dr.: Közegészségtan IV. Egészségtani vizsgáló eljárások                                            | 1942            |            |
| 180.     | Darányi Gyula: Élelmezési Táblázatok                                                                             | 1941            |            |
| 181.     | ? | ?               |            |
| 182.     | Sarbó Artur: A középagy (vörösmagrendszer) szerepe az agydiagnostikában                                          | 1942            |            |
| 183.     | Pazár Zoltán: Az ittasság és az iszákosság vizsgálata valamint ennek jelentősége az igazságszolgáltatásban       | 1942            |            |
| 184/1.   | Egedy Elemér dr.: Műtéti előkészítés és utókezelés                                                               | 1943            |            |
| 184/2.   | Sereghy Emil – Urbányi Jenő – Bakay Lajos: Törések és ficamok                                                    | 1943            |            |
| 185.     | Kopits Jenő – Kopits Imre: Az orthopedia tankönyve                                                               | 1942            |            |
| 186.     | Buday László dr.: Orvosi alkattan                                                                                | 1943            |            |
| 187.     | Sós József: Magyar néptáplálkozástan                                                                             | 1942            |            |
| 188.     | Petrilla Aladár – Johan Béla: Közegészségügyi statisztika I. rész                                                | 1943            |            |
| 189.     | Weinstein Pál: A glaukoma kór- és gyógytana                                                                      | 1943            |            |
| 190.     | Puhr Lajos: Sebészi pathologia                                                                                   | 1943            |            |
| 191.     | Kőmíves Oszkár: Fertőzött fogak kór- és gyógytana                                                                | 1943            |            |
| 192.     | ? | ?               |            |
| 193.     | Rex-Kiss Béla: A vércsoportok                                                                                    | 1943            |            |
| 194.     | ? | ?               |            |
| 195.     | Gortvay György: Munkaegészségtan                                                                                 | 1944            |            |
| 196.     | Láng Sándor: Munkaélettan                                                                                        | 1944            |            |
| 197.     | Dr. Bugár-Mészáros Károly: Az érbetegségek diagnostikája, kór-és gyógytana                                       | 1944            |            |
| 198.     | Dr. Makara György – Dr. Mihályi Ferenc: Rovarok és betegségek                                                    | 1943            |            |
| [?]      | Dr. Balogh Károly: A stomatologia tankönyve                                                                      | 1948            |            |